# GreenSaver
GreenSaver è stato un programma televisivo italiano di inchieste giornalistiche, trasmesso in Prima Serata su Current nel 2010.

## Il programma
È andato in onda a partire dal 3 marzo 2010 per otto puntate ogni mercoledì. Il programma è stato un contenitore di inchieste giornalistiche incentrate principalmente sui cambiamenti climatici, sulle politiche relative allo sviluppo dell'energia sostenibile, ma anche sui combustibili fossili.

## Programmazione
| Edizione | Rete televisiva | Anno | Stagione         | Programmazione | Programmazione | Programmazione | Programmazione | Programmazione | Programmazione | Programmazione | Collocazione |
| Edizione | Rete televisiva | Anno | Stagione         | L              | M              | M              | G              | V              | S              | D              | Collocazione |
| -------- | --------------- | ---- | ---------------- | -------------- | -------------- | -------------- | -------------- | -------------- | -------------- | -------------- | ------------ |
| 1ª       | Current TV      | 2010 | primavera-estate |                |                |                |                |                |                |                | Prima Serata |